# 李楼乡 (蚌埠市)
李楼乡，是中华人民共和国安徽省蚌埠市龙子湖区下辖的一个乡镇级行政单位。

## 行政区划
李楼乡下辖以下地区：
李楼村、黄巷村、山王村、汪圩村、大卢村、韩葛村、红塔村、曹巷村、张巷村、太平村、黄郢村、贾庵村、八里岗村和七里湖果园场。